# عزت نفس (ترانه)
«عزت نفس» (به انگلیسی: Self Esteem) ترانه‌ای از گروه پانک راک آف‌اسپرینگ است. این ترانه ۸اُمین قطعه از سومین آلبوم استودیویی آن‌ها با نام Smash و دومین تک‌آهنگ از آن آلبوم است که در سال ۱۹۹۴ منتشر شد.
«عزت نفس» در زمان انتشارش به یک اثر پرفروش در سطح بین‌المللی تبدیل شد، در لتونی، سوئد و نروژ شماره ۱ جدول پرفروش‌ترین تک‌آهنگ‌های آن کشورها شد و یکی از موفق‌ترین تک‌آهنگ‌هایی شد که گروه تا به آن زمان منتشر کرده بود. گرچه به گفتهٔ دکستر هالند خوانندهٔ گروه، آنچنان که باید در ژاپن محبوب نشد. «عزت نفس» در آمریکا هم تا ردهٔ ۴اُم «ترانه‌های مدرن راک» و ۷اُم «ترانه‌های راک جریان اصلی» مجلهٔ بیلبورد صعود کرد.
«عزت نفس» در جوایز موسیقی اروپای ام‌تی‌وی در سال ۱۹۹۵ نامزد دریافت جایزهٔ «بهترین ترانه» بود اما در نهایت آن جایزه را ترانهٔ «زامبی» کرنبریز از آن خود کرد.